# طنجه تطوان
طنجه تطوان (به عربی: طنجة تطوان) یکی از منطقه‌های مراکش بود که در شمال این کشور قرار داشت. این منطقه ۱۵٬۰۹۰ کیلومترمربع مساحت داشت و جمعیت آن در سال ۲۰۱۴ برابر با ۳٬۵۵۶٬۷۲۹ نفر بوده است. مرکز این منطقه شهر طنجه است.